# Vellerot-lès-Vercel
Vellerot-lès-Vercel è un comune francese di 47 abitanti situato nel dipartimento del Doubs nella regione della Borgogna-Franca Contea.

## Società

### Evoluzione demografica
Abitanti censiti